# Gertrude Walton Donahey
Gertrude Walton Donahey (* 4. August 1908 in Goshen Township, Ohio; † 11. Juli 2004 in Bexley, Ohio) war eine US-amerikanische Juristin und Politikerin (Demokratische Partei). Sie war von 1971 bis 1983 Treasurer of State von Ohio.

## Werdegang
Gertrude Walton wurde 1908 im Tuscarawas County geboren. Über ihre Jugendjahre ist nichts bekannt. Walton studierte Jura und begann dann nach ihrer Zulassung als Anwältin zu praktizieren. Sie wurde 1970 zum Treasurer of State von Ohio gewählt und 1974 sowie 1978 wiedergewählt. Damit war sie die erste Frau, die diesen Posten bekleidete. Ferner bekleidete sie als zweite Frau einen Posten als Richter am Ohio Supreme Court. Die erste Frau war Florence Ellinwood Allen. Walton war mit John W. Donahey verheiratet, der von 1959 bis 1963 Vizegouverneur von Ohio war. Das Paar hatte mindestens einen Sohn namens John W. Donahey junior. Ihr Schwiegervater war A. Victor Donahey, Gouverneur von Ohio und Mitglied im US-Senat. Sie verstarb im Alter von 95 Jahren in Bexley, einem Vorort von Columbus (Ohio).